# Jan-Erik Aarberg
Jan-Erik Aarberg (29 de octubre de 1924 - 26 de junio de 1994) fue un marinero e ingeniero noruego de profesión.  Nació en Oslo y se dedicó a la navegación a vela. Compitió en los Juegos Olímpicos de Verano de 1972 en Munich. 